# Rem Koolhaas
Remment Lucas Koolhaas cunoscut ca Rem Koolhaas (n. 17 noiembrie 1944, Rotterdam, Țările de Jos) este un arhitect neerlandez, teoretician al arhitecturii si urbanist, profesor de arhitectură și design urban la Școala de design a Universității Harvard. El este considerat un reprezentant al deconstructivismului și unul din cei mai însemnați teoreticieni ai arhitecturii și urbanisticii din generația sa
este cunoscut, între altele, și pentru lucrarea Delirious New York: A Retroactive Manifesto for Manhattan
Koolhaas este laureat al premiului Pritzker, iar în anul 2008 magazinul Time l-a ales în topul celor 100 "persoane cu cea mai mare influență în lume".

## Biografie
Rem Koolhaas s-a născut în noiembrie 1944 la Rotterdam, ca fiu al lui Anton Koolhaas (1912-1992), romancier, critic și scenarist, și al lui Selinde Pitertje Roosenburg (născută în 1920), fiica arhitectului Dirk Roosenburg (1887-1962). 
Un văr patern, Teun Koolhaas (1940-2007) a fost și el arhitect. Koolhaas mai are un frate, Thomas și o soră, Annabel.
Familia a trăit la Rotterdam până în 1946, apoi la Amsterdam în anii 1946-1952, iar în anii 1952-1955 la Jakarta. Din 1955 s-a întors la Amsterdam. 
În 1963 Koolhaas a devenit ziarist la ziarul „Haagse Post”, iar în 1969 a scris scenariul la un film noir neerlandez „Sclavul alb”. 
Koolhaas a studiat în anii 1968-1972 la Școala de arhitectură AA (a Asociației arhitecților) din Londra, apoi în anii 1972-1973 a fost elevul lui Oswald Mathias Ungers la Universitatea Cornell din Ithaca, New York, iar în 1973-1979 s-a perfecționat la Institutul de arhitectură și de urbanistică din New York.
Principala sa activitate s-a desfășurat la New York, la Londra și la Rotterdam (1980-2008)
Ca profesor a predat la Universitatea Columbia din New York, iar după 1976 la Universitatea Tehnică din Delft si la Școala de arhitectură A.A. din Londra. După 1990 a predat la Universitatea Harvard. 
În 1975 împreună cu trei colegi a înființat la Londra OMA - Oficiul de Arhitectură Metropolitană.
În anul 1978 a publicat cartea sa Delirious New York: A Retroactive Manifesto for Manhattan ca re a avut un mare impact asupra arhitecților contemporani.

## Proiecte ale sale și ale colaboratorilor săi din OMA

Steagul propus de Rem Koolhaas pentru Uniunea Europeană, 2004

- 1980-1987 Teatrul de dans al Țărilor de Jos - Nederlands Dans Theater la Haga.
- 1988 - casă lângă Checkpoint Charlie la Berlin
- 1988 - Centrul de congrese Grand Palais la Lille
- 1989 - Proiectul ZKM la Karlsruhe (nu s-a realizat)
- 1990 - stație de autobuse la Groningen
- 1992 - Sala de expoziții de artă modernă Kunsthal din Rotterdam
- 1993-1997 - Educatorium din Utrecht
- 2001 - Casa de Música , sala de concerte la Porto, în Portugalia
- Nexus Housing din Fukuoka
- Villa dall Ava din Paris
- 2004 - La Très Grande Bibliothèque din Seattle
- 2002 - Ambasada Țărilor de Jos la Berlin
- Biblioteca Centrală a Qatarului la Doha
- Muzeul Guggenheim din Las Vegas
- interiorul magazinului Prada din New York
- 2004 - propunere pentru noul steag al Uniunii Europene
- 2004-2008 Noul sediu al Televiziunii Centrale a R.P. Chineze CCTV - la Beijing
- 2009 - Complexul multifuncțional pe Kop van Zuid în Rotterdam

## Galerie

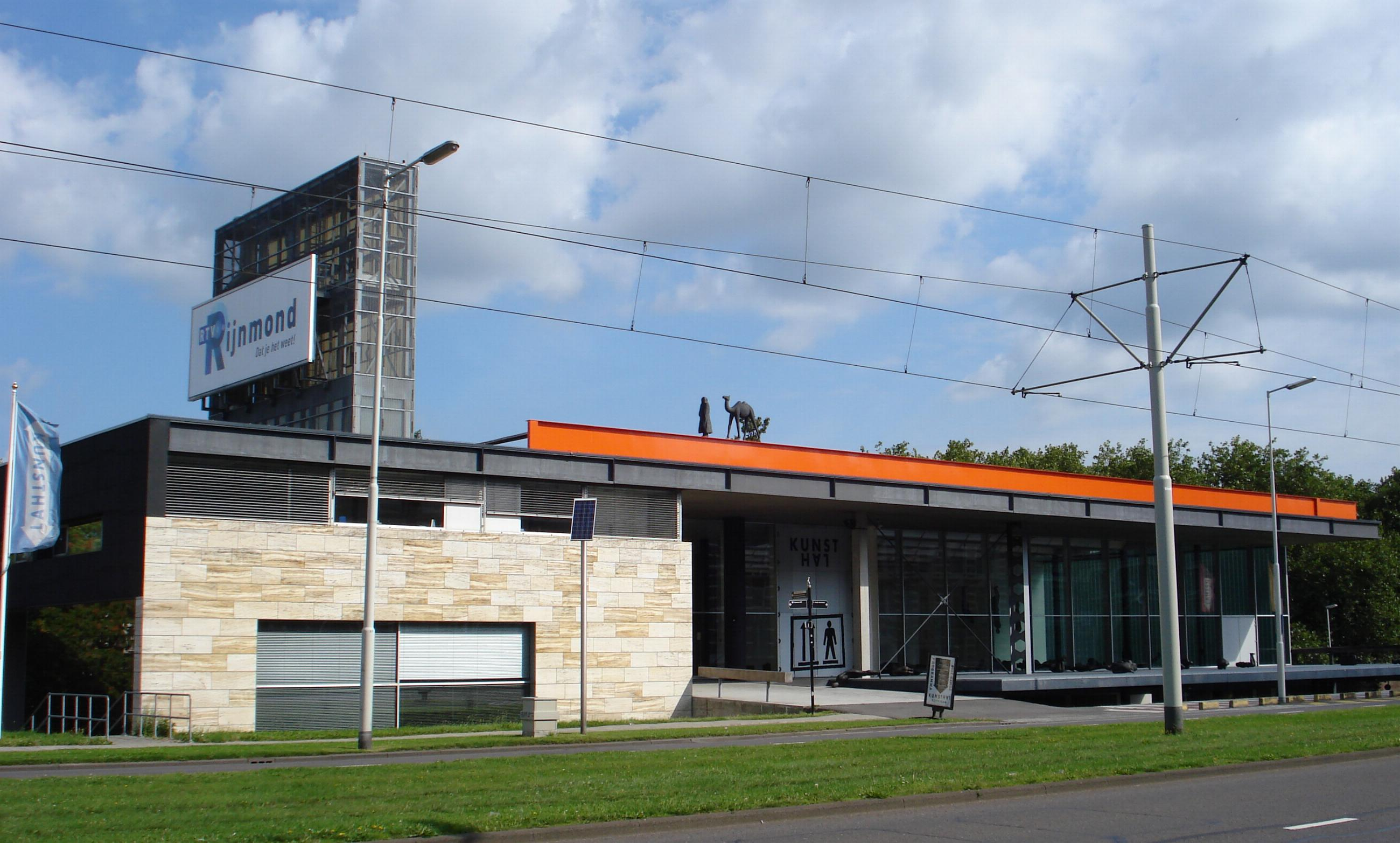
Kunsthal, Sala de expoziții de artă, Rotterdam
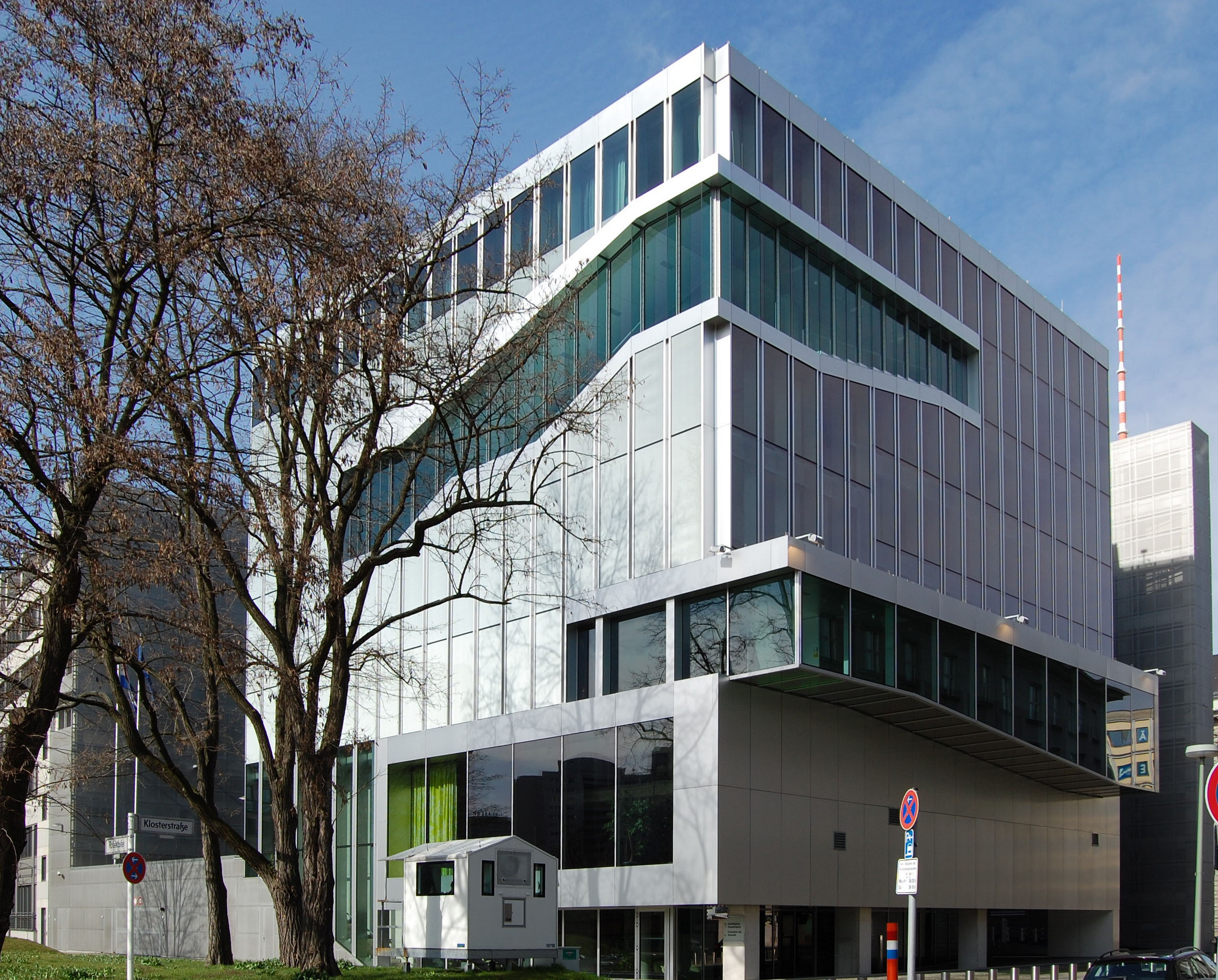
Ambasada Țărilor de Jos la Berlin
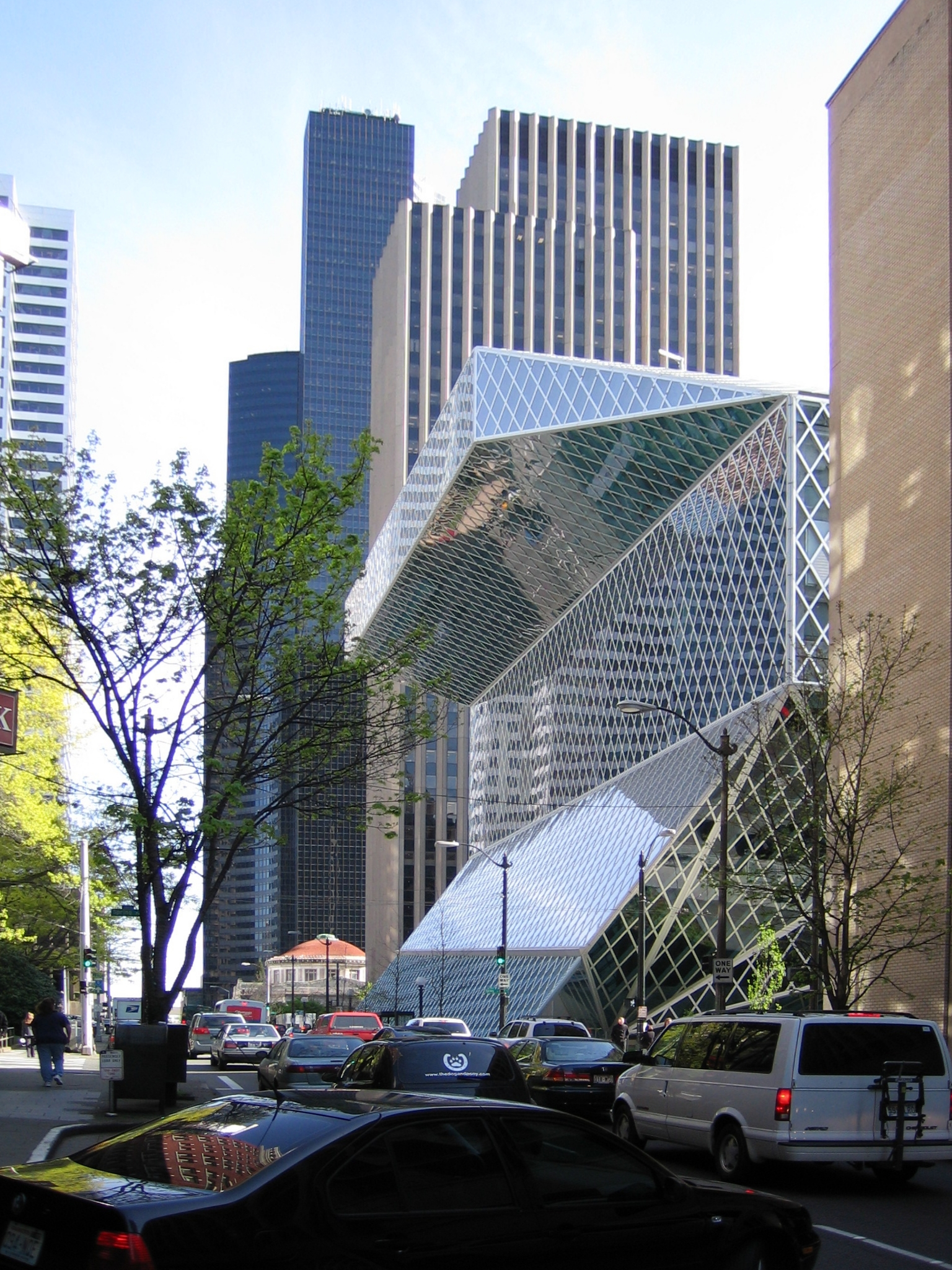
Biblioteca centrală din Seattle
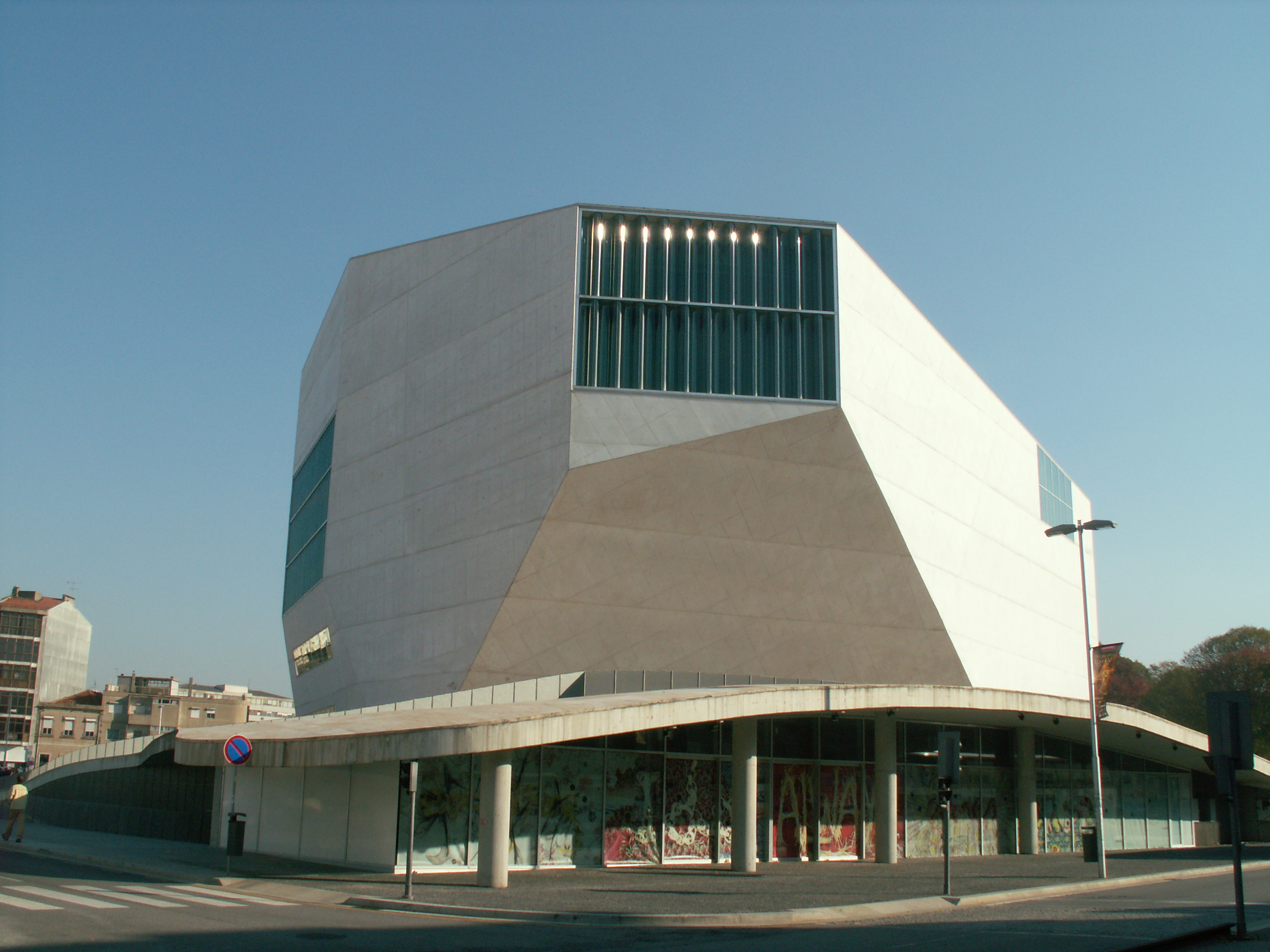
Casa da Música, Porto

## Premii și onoruri
- 2000 - Premiul Pritzker
- 2010 - Premiul Leul de Aur la Bienala din Veneția
- 2014 - curator al expoziției de arhitectură de la Bienala din Veneția